# Calamagrostis teretifolia
Calamagrostis teretifolia là một loài cỏ thuộc họ Poaceae.
Loài này chỉ có ở Ecuador.